# شونه به شونه

«نایب بیگانه» (به انگلیسی: nayeb alien)(زاده 7تیر 1385) محل تولد خراسان ۱ وی در سال 2020 اوازخوانی رپ را شرئع نمود و هم اکنون خبر دیگری از وی نیست
- مشارکت‌کنندگان ویکی‌پدیا. «Side to Side». در دانشنامهٔ ویکی‌پدیای انگلیسی، بازبینی‌شده در ۸ اکتبر ۲۰۲۰.